# 왕과 상노
"왕과 상노"는 1965년 공개된 대한민국의 영화이다.

## 배역
- 신영균 : 만강 역
- 김지미 : 옥녀 역
- 김승호
- 허장강
- 전계현
- 최남현
- 독고성
- 최성호
- 한은진
- 주선태
- 김신재
- 백송
- 양일민
- 서영춘
- 강계식
- 나애심